# Cirque volant

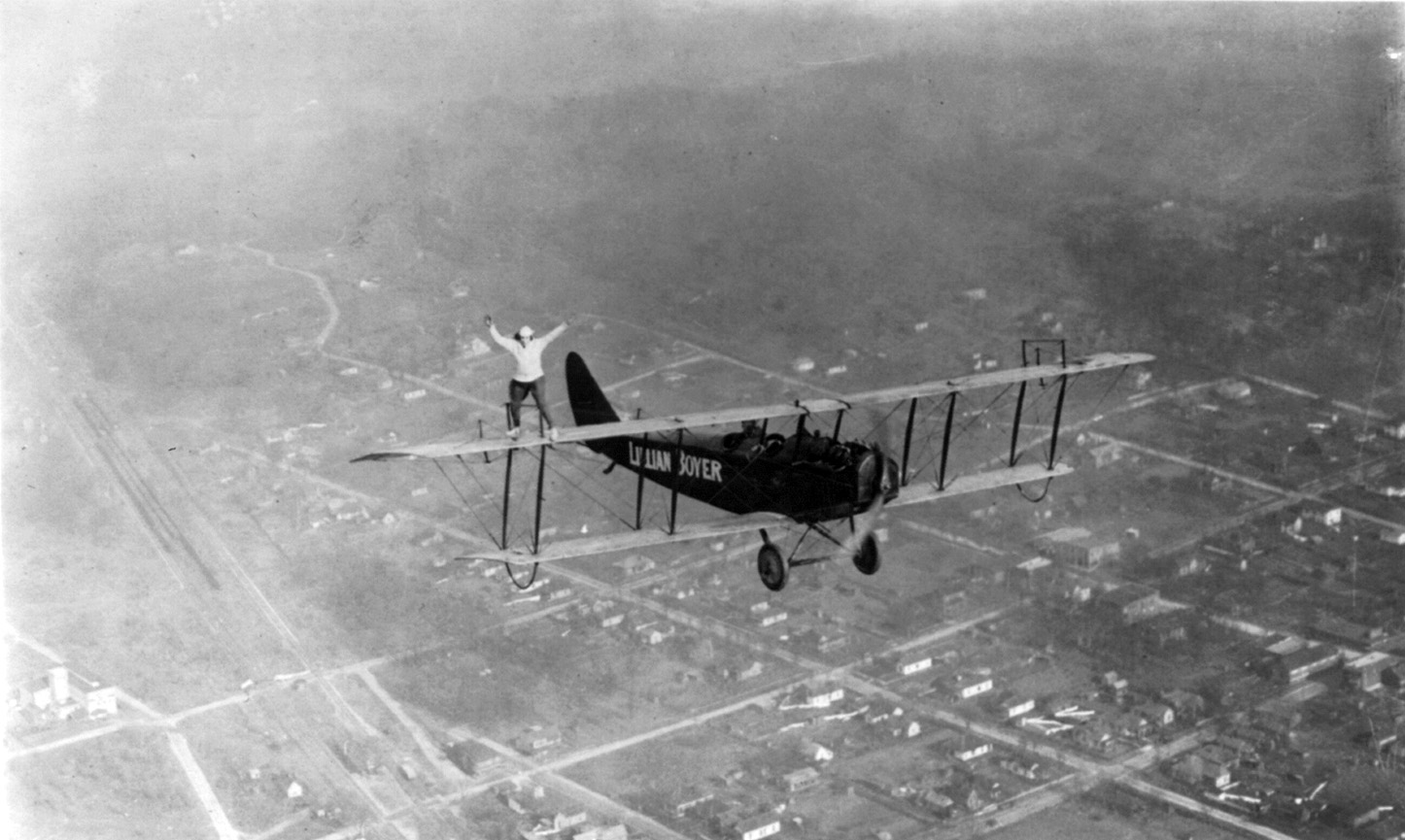
Lillian Boyer, debout sur l'aile d'un biplan en vol en 1922.

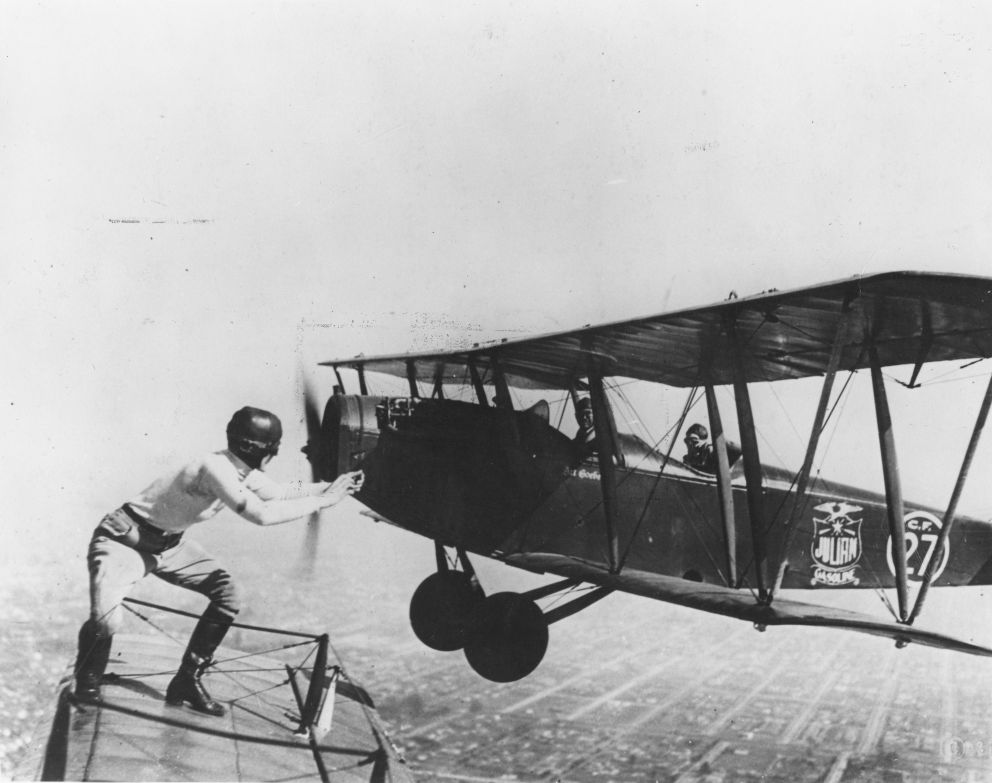
Gladys Ingle se prépare à passer de Jenny de Bon MacDougall à l'avion d'Art Goebel en vol

Le cirque volant (en anglais : flying circus, barnstorming ou wing walking) est une forme de divertissement/sport dans laquelle des pilotes et des cascadeurs exécutent des tours, individuellement ou en groupes. Conçu pour impressionner les gens avec l'habileté des pilotes et la robustesse des avions, il est devenu populaire aux États-Unis au cours des années folles.
Les pilotes parcouraient le pays en avion, vendant des baptêmes d'avion et exécutant des cascades.
Le célèbre pilote Charles Lindbergh commence à voler dans un cirque volant.

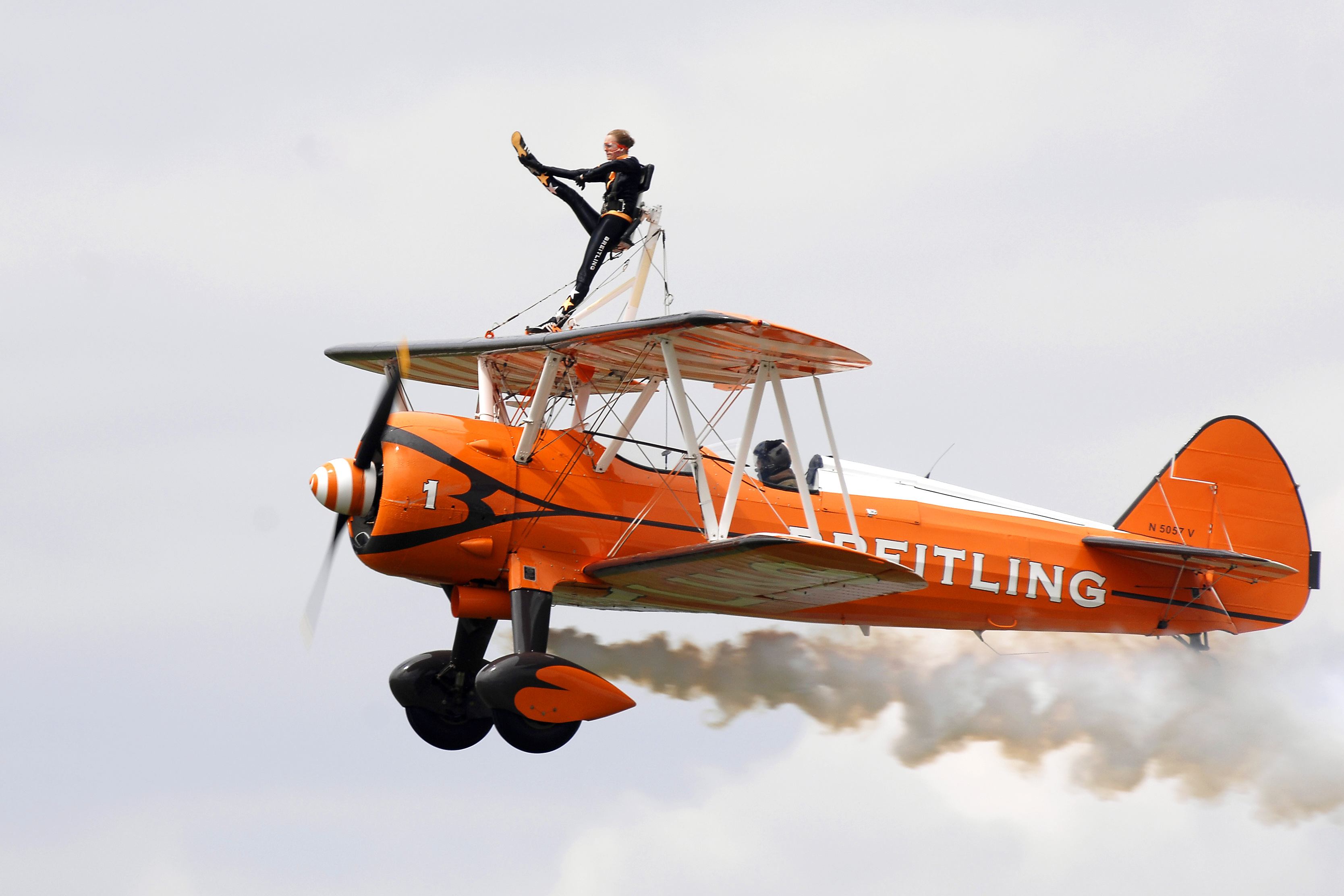
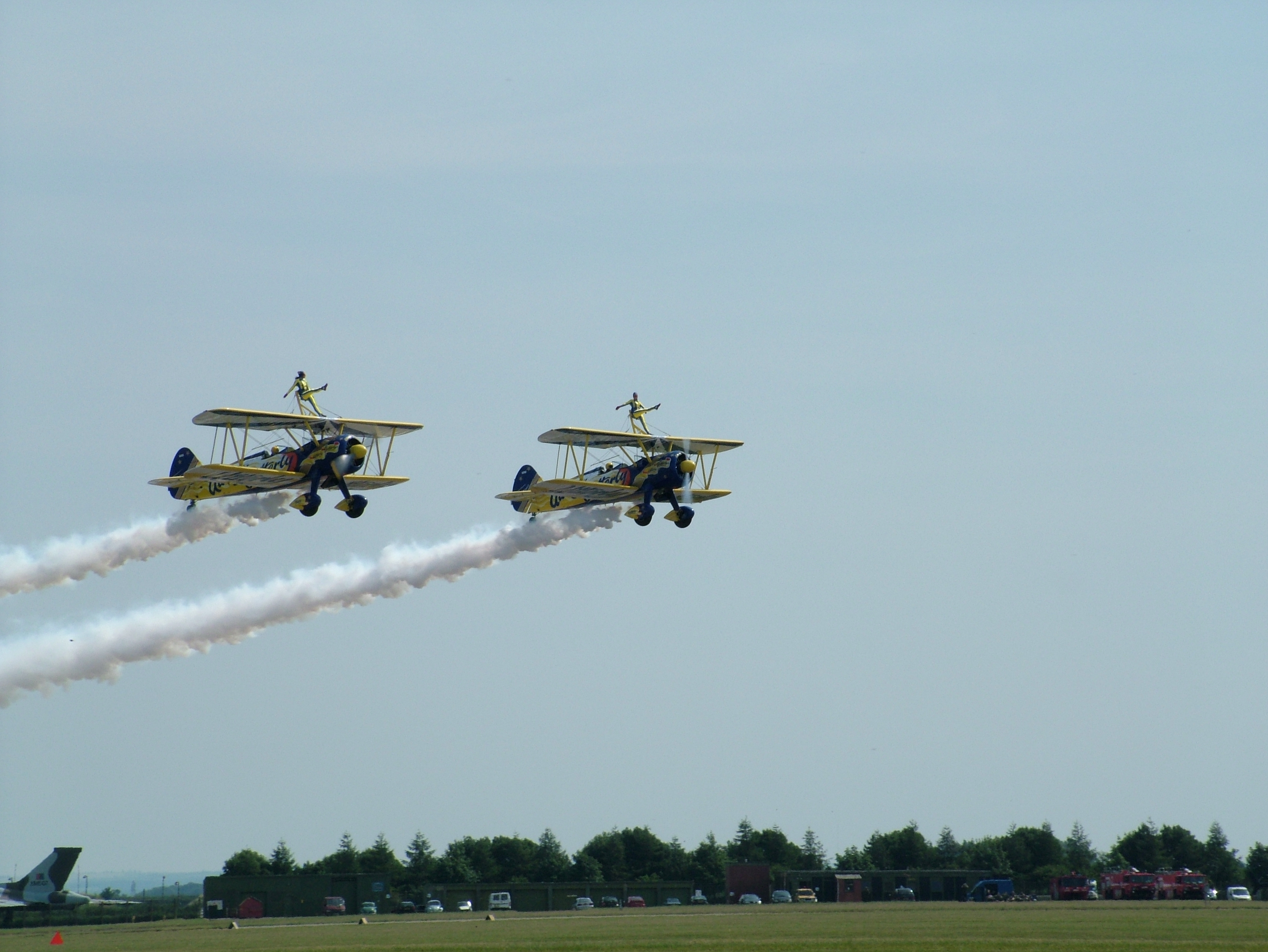
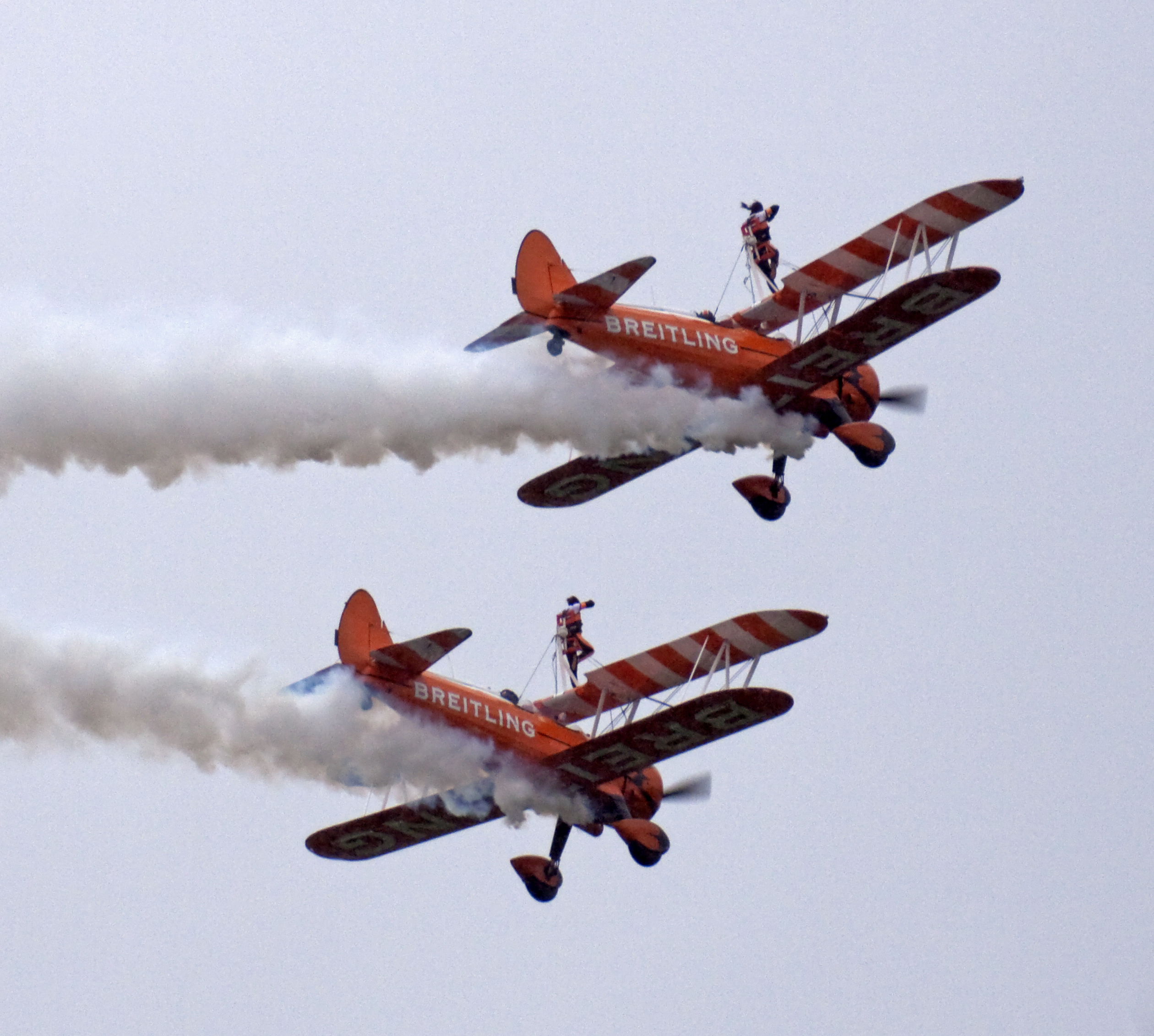
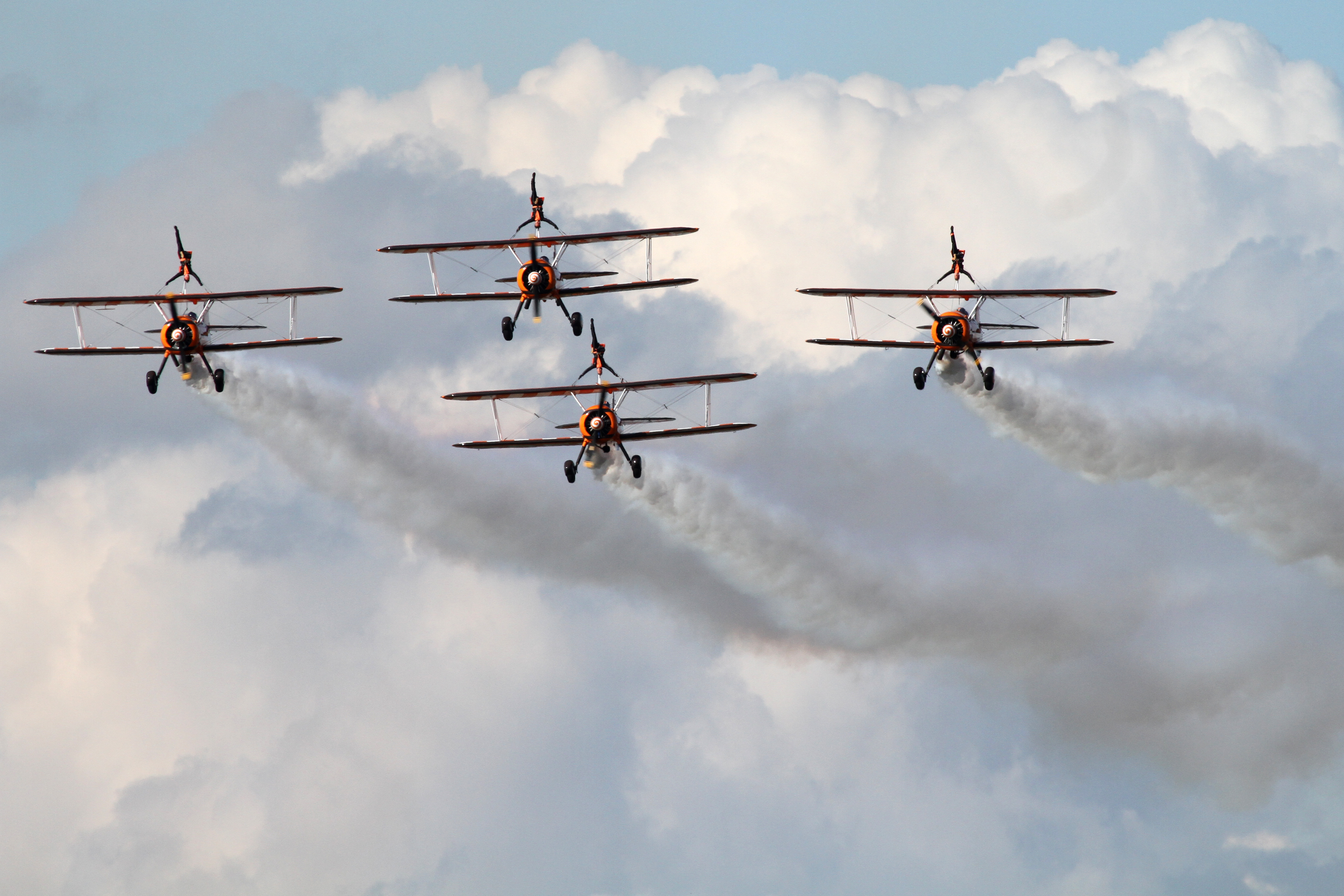